# Лишь мы вдвоём
«Лишь мы вдвоём» (англ. Just the Two of Us, также известный как «Тёмная сторона завтрашнего дня» англ. The Dark Side of Tomorrow) — американская мелодрама 1970 года режиссёров Джека Дирсона и Барбары Питерс, снятая в жанре сексплотэйшн.

## Сюжет
Дениз и Эдрия — подруги-домохозяйки. Однажды в кафе они видят двух девушек-лесбиянок. Это производит на них сильное впечатление. Они обсуждают этот вопрос и Дениз признаётся, что считает это нормальным, ведь главное — любовь. Разговоры о свободных отношениях заставляют их по-новому взглянуть на свои скучные жизни. Дениз чувствует влечение к Эдрии, та отвечает ей взаимностью. Но вскоре Эдрия заводит себе любовника. Брошенная Дениз пытается забыться в объятиях другой женщины. Муж выслеживает Эдрию, избивает её и любовника. Оставленная обоими, Эдрия возвращается к Дениз.

## В ролях
| В ролях       |  | Персонаж |
| ------------- |  | -------- |
| Элизабет Плам |  | Дениз    |
| Алиса Кёртни  |  | Эдрия    |
| Джон Эпри     |  | Джим     |
| Уэйн Вонт     |  | Дэвид    |